# フランシスコ・バレーラ

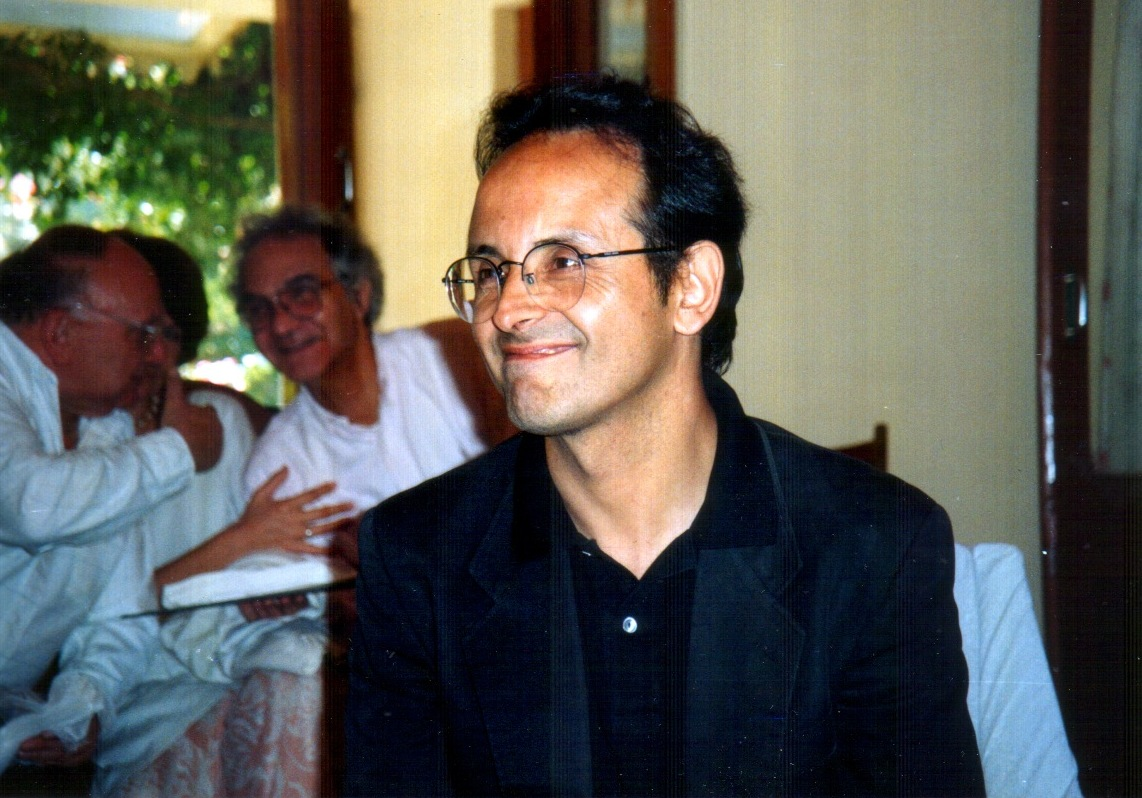
フランシスコ・バレーラ

フランシスコ・ハビエル・バレーラ・ガルシア（Francisco Javier Varela Garcia、1946年9月7日 - 2001年5月28日）は、チリ・タルカワノ生まれの生物学者・認知科学者。オートポイエーシス理論の提唱で知られる。 日本語ではヴァレラと記されることが多い。

## 生涯
チリ大学で生物学を学んだ後、T・ニールス・ウィーゼル (Torsten Nils Wiesel) の指導の下、ハーバード大学で博士号を取得した。1970年、ハーバード等からの申し出を断って、アジェンデ社会主義政権が成立する2日前にチリに帰国した。
一種の知的興奮状態にあったこのアジェンデ政権期間中に、生物学の伝統的な枠組みにとらわれない関心を広げ、チリ大学の生物学者ウンベルト・マトゥラーナとの議論を通じて「生命とは何か?」という問いを追求し、オートポイエーシスの概念をマトゥラーナともに提唱した。しかし、1973年アウグスト・ピノチェトによる軍事クーデターが起こると、激しい反体制派狩りが始まり、義父を殺害されるなどの生命の危険にさらされたため、チリからの出国を余儀なくされた。
コスタリカ、ドイツを経て、アメリカのコロラド大学、ニューヨーク大学などで7年を過ごした。このころ、チョギャム・トゥルンパなどとの交流から、ナーガールジュナなどの中観派の「空」の哲学から影響を受け、また仏教の修行を実践した。 
1980年にチリ大学の生物学教授として再びチリに帰国した後、1986年からはパリに拠点を定め、1988年より亡くなるまでフランス国立科学研究センター (CNRS) で研究部長を務めた。1987年にはチベット仏教と科学者との対話を通じて心の科学の発展をめざす団体の設立にかかわり、ダライ・ラマ14世をはじめとする仏教徒との会議を開催している。
1990年代早期よりC型肝炎による肝臓ガンを患い、肝臓移植を行うなどの治療を受けてきたが、2001年に54歳で死去した。4人の子供がおり、うち娘のレオノアはチリ・アメリカ・フランスなどで活躍している世界的な女優である。

## 研究
オートポイエーシスは生命システムをその自律的特性によって自ら特徴づけるものとして捉えようとする試みであり、従来の科学が素朴に当然のものとしてきた外部からの実在論的記述に疑問を投げかけるものであった。 以降のバレーラの研究も外からの科学的記述と心など内部からの観点とをいかに調停するかという問題に注がれてきた。
パリ時代には、実在論に基づく記述よりも状況に埋め込まれた身体性や行動を重視して認知を理解しようとするエナクティヴィズム (enactivism) に基づいて、仏教的実践と脳科学との結合を目指した。 また、従来の認知科学の方法では意識研究には不十分であると考え、メルロー＝ポンティなどの現象学の知見を発展させ一人称の報告を取り込んだ神経現象学 (neurophenomenology) を提唱した。 一方で、脳波の位相的相関の解析法を発展させるとともに、認知の瞬間にそれらに長距離の動的な結合がみられることを報告している。

## 他の主な著作
- Varela, F.J. and Dupuy, J.-P. (eds.) (1992) Understanding Origins: Contemporary Views on the Origin of Life, Mind, and Society, Boston:Kluwer Academic Pub., ISBN 0-7923-1251-1
- Stein, W.D., and Varela, F.J. (eds.) (1993) Thinking About Biology: An Invitation to Current Theoretical Biology, Santa Fe Institute: Lecture Notes v. 3, Reading:Addison-Wesley, ISBN 0-201-62454-0 (pbk)
- Varela, F.J. (ed.) Dalai Lama XIV, et al. (1997) Sleeping, Dreaming, and Dying: An Exploration of Consciousness With the Dalai Lama, Boston:Wisdom Pub., ISBN 0-86171-123-8
- Varela, F.J. (1999) Ethical Know-How: Action, Wisdom, and Cognition, Standord:Stanford Univ. Pr., ISBN 0-8047-3033-4 (pbk)
- Depraz, N., Varela, F., Vermersch, P (2003) On Becoming Aware: a Pragmatics of Experiencing, Phila.:John Benjamins Pub., ISBN 1-58811-216-0 (pbk); (2002) Amsterdam:John Benjamins Pub., ISBN 90-272-5163-0 (pbk)